# Попов, Леонид Сергеевич (кораблестроитель)
Леонид Сергеевич Попо́в (1917? — ?) — советский инженер-кораблестроитель, лауреат Сталинской премии.

## Биография
Родился в 1917 году в Омске. Окончил Горьковский индустриальный институт.
Участник войны, демобилизован в 1943 году по болезни.
Работал в лаборатории по созданию торпедных катеров, в ЦКБ по судам на подводных крыльях, в 1962 зам. главного инженера завода «Волга» (Сормово).
Внёс значительный вклад в создание судов и кораблей с подводными крыльями.

## Награды и премии
- Сталинская премия второй степени (1951) — за разработку судов на подводных крыльях.